# 물가지수
물가지수(物價指數)는 물가의 변동을 지수로 한 것을 의미한다. 일정 기간 동안 물가 변동을 추정하기 위해 만들어지는 종합물가지수이다. 가격 정보만을 기초로하여 계산하는 것이 아니라, 상품 · 서비스의 양과 가격을 기초로 계산된다. 소비자가 일상에 구입하는 상품이나 서비스의 가격을 지수화한 소비자 물가지수, 기업 간의 상품 거래 가격을 지수화한 생산자 물가지수, 명목 GDP를 실질 GDP로 나눈 GDP 디플레이터가 있다. 대상이 되는 몇몇 물가지수를 보면 도매 단계에서 물가 수준 동향을 표시한 도매물가지수, 소매 단계에서의 소매물가지수, 무역 단계에서의 무역물가지수가 있다.

## 계산식

### 파셰식과 라스파이레스식
파셰식(Paasche formula)은 헤르만 파셰가 만든 공식으로, 기준시점 값과 비교시점 값의 가중 평균값으로 계산하는 방식을 뜻한다. 이때 비교시점의 수량을 가중치로 사용한다.
{\displaystyle P_{P}={\frac {\sum (p_{c,t_{n}}\cdot q_{c,t_{n}})}{\sum (p_{c,t_{0}}\cdot q_{c,t_{n}})}}}
라스파이레스식(Laspeyres formula)은 에티엔 라스파이레스가 만든 공식으로, 파셰식과 비슷하나 기준시점의 수량을 가중치로 사용하는 점이 다르다.
{\displaystyle P_{L}={\frac {\sum (p_{c,t_{n}}\cdot q_{c,t_{0}})}{\sum (p_{c,t_{0}}\cdot q_{c,t_{0}})}}}

### 피셔식
피셔식(Fisher formula)은 어빙 피셔가 만든 공식으로, 파셰식과 라스파이레스식의 기하평균이다.
{\displaystyle P_{F}={\sqrt {P_{P}\cdot P_{L}}}}

## 같이 보기
- 인플레이션
- GDP 디플레이터
- 인덱세이션
- 수량지수

### 매뉴얼
- IMF Export and Import price index
- IMF PPI manual
- ILO CPI manual

### 데이터
- Consumer Price Index (CPI) data from the BLS
- Producer Price Index (PPI) data from the BLS